# آتینیا-اونسان
آتینیا-اونسان (به فرانسوی: Attignat-Oncin) یک کمون در فرانسه است که در canton of Échelles واقع شده‌است. آتینیا-اونسان ۱۸٫۴۶ کیلومتر مربع مساحت دارد.